# Original of the Species
Original of the Species – piosenka rockowej grupy U2, pochodzącą z jej wydanego w 2004 roku albumu, How to Dismantle an Atomic Bomb (uważana przez wokalistę za najlepszy kawałek na płycie). Została wydana jako piąty i ostatni singel promujący tę płytę. W przeciwieństwie do pozostałych singli, ten nie odniósł dużego sukcesu; sporym zainteresowaniem cieszył się tylko w Holandii, gdzie uplasował się na miejscu #15.
W trakcie koncertów trasy Vertigo Tour utwór był wykonywany na pianinie przez The Edge’a z częstym akompaniamentem gitary, na której grał Bono.
Wersja na żywo piosenki, znacznie różniące się od wersji albumowej, wykonana podczas koncertu zespołu w Mediolanie została nagrana i wydana w 2006 roku jako bonus na kompilacyjnym DVD, U218 Singles.